# Nicole Prevost
Pour les articles homonymes, voir Nicolas Prévost (homonymie).
Nicolas Praepositus de Tours, ou Nicole Prévost, élève en médecine  à Paris en 1472 puis à Avignon, a écrit un Dispensatorium ad aromatorium, où il laisse de nombreuses informations sur  les apothicaires en Touraine ville de Tours.  Confondu souvent avec Nicolas de Salerne  autre auteur d'un antidotaire.  Traducteur de la Chirurgie de Guillaume de Salicet (trois éditions). 
Auteur d'une Pharmacopée générale dans laquelle il réunissait toutes les formules qui avaient été en usage jusqu'à lui, ouvrage fut imprimé à Lyon en 1505 sous le titre de Grand Antidotaire  premier ouvrage de ce genre   imprimé en France et en Europe. Auteur présumé de Servitor.  

## Ouvrages de référence
Dictionnaire biographique des médecins en France au Moyen Âge, volume 1   d'Ernest Wickersheimer p. 381. [lire en ligne]
- Notices d'autorité :   - VIAF
  - ISNI
  - BnF (données)
  - IdRef
  - GND
  - Pays-Bas
  - Catalogne
  - Tchéquie
- Ressource relative à la littérature :   - Archives de littérature du Moyen Âge